# Jake Stone
Jake Stone es un personaje ficticio de la serie de televisión EastEnders interpretado por el actor Jamie Lomas desde el 15 de agosto del 2013, hasta el 18 de julio del 2014.
En el 2015 Jamie regresará a la serie brevemente, después de que se emita en flashbacks la muerte de Lucy.

## Biografía
Jake aparece por primera vez en agosto del 2013 cuando se encuentra con Lauren Branning en una clínica de consejería para alcohólicos en recuperación. Al día siguiente Lauren coquetea con él pero se da cuenta de que Jake tiene un anillo de boda, cuando acuden juntos a una sesión de terapia de grupo Jake se molesta con ella cuando Lauren comienza a reírse durante la sesión, sintiéndose mal por lo sucedido Lauren lo busca y le pide disculpas, Jake confía en Lauren y le cuenta que solía ser un chef y que era dueño de dos restaurantes en Mánchester pero que su alcoholismo había arruinado su carrera y su matrimonio, pero que a pesar de eso él y su esposa intentaban reparar su relación.
La siguiente vez que se encuentran Jake le dice a Lauren que se había separado de su esposa para siempre y Lauren comienza a buscar a Jake por apoyo ya que él entiende su adicción cuando su familia y amigos no, más tarde ese día Lauren va al apartamento de Jake y la pareja termina besándose e inmediatamente comienzan una relación pero deciden no hacerla pública, cuando Jake descubre que Lauren vive en Albert Square se asusta, poco después se revela que Jake aún seguía felizmente casado con su esposa Sadie Young quien recientemente se había mudado a Albert. 
Jake decide romper su relación con Lauren y le revela la verdad, pero le pide que no le diga nada a su esposa, lo que deja destrozada a Lauren. Jake intenta reconstruir su vida con su familia pero es incapaz de olvidar a Lauren y retoma su aventura con ella.
Más tarde cuando Jake llega borracho a su casa Sadie comienza a discutir con él, durante la pelea Jake le recuerda que la razón por la que se habían mudado a Walford era para reconstruir sus vidas luego de que el año anterior mientras discutían en el coche habían atropellado accidentalmente a una joven quien había muerto por sus heridas. Jake consigue un trabajo en "Scarlett's", el restaurante de Ian Beale y continúa su aventura con Lauren a espaldas de su esposa, cuando Sadie descubre la aventura queda destrozada y deja Walford junto con Bella. Cuando encuentran a Jake durmiento en el restaurante, Ian lo invitada a dormir en su soha y luego Jake le pregunta a Alfie Moon si podía darle un trabajo a Jake manejando su puesto de hamburguesas, Alfie accede, y Jake y Aleks Shirovs rentan el piso, sin embargo cuando se llevan el puesto Jake queda nuevamente desempleado.
Jake comienza a buscar empleo y diseña una página web para el negocio de Lucy Beale, lo que ocasiona que Lauren se ponga celosa ya que creía que Jake y Lucy habían comenzado una aventura, luego de verlos checando sus teléfonos y teniendo conversaciones. Cuando Lucy se prepara para encontrarse con su "hombre misterioso" se cree que es Jake (luego de que se viera que él estaba preparando una comida y viendo por la ventana), sin embargo durante una plática con Aleks, Jake le revela que la comida era para Sadie a quien había contactado pero que ella había decidido a última hora no asistir ya que no lo había perdonado.
Jake consigue un trabajo en el nuevo restaurante de Ian y Jane Clarke donde ve a Lee Carter y a Lucy teniendo una conversación profunda, poco después se observa a Jake viendo constantemente a Lucy y a Lauren mientras se encuentran por la plaza lo que ocasiona que Aleks se burle de él diciéndole que estaba obsesionado con ellas. 
Cuando Lucy es asesinada bajo circunstancias misteriosas, Lauren comienza a investigar su muerte y pronto descubre que Jake ya había sido cuestionado por la policía. Luego se revela que Jake había mandado un correo bajo una identidad distinta a "LB Lettings" para encontrarse con Lauren, el cual había sido leído después por Lucy, sin embargo Jake le dice que aunque estaba intoxicado cuando se encontró con Lucy, ella lo envió a su casa en un taxi y no la volvió a ver, sin embargo Lauren no le cree y cree que él era el responsable de la muerte de su amiga. Jake intenta convencerla de que estaba diciendo la verdad pero cuando se da cuenta de que no le cree tiene una pequeña discusión, Lauren logra irse del departamento y llama a la policía, quienes luego arrestan a Jake luego de que sangre y uno de los aretes de Lucy fueran encontrados en su casa. 
Después de ser arrestado y pasar tiempo en prisión, la policía descubre pruebas que demuestran la inocencia de Jake y lo dejan libre. Cuando Jake regresa a Walford junta sus cosas y cuando Lauren lo visita y le pide disculpas por haberlo acusado de asesinato, él le dice que se irá para siempre para estar junto a su hija y ser un buen padre para ella.